# Funkiella
Funkiella – rodzaj roślin z rodziny storczykowatych (Orchidaceae). Obejmuje 7 gatunków występujących w Ameryce Środkowej w takich krajach jak: Kostaryka, Salwador, Honduras, Meksyk, Nikaragua.

## Systematyka
Rodzaj sklasyfikowany do podplemienia Spiranthinae w plemieniu Cranichideae, podrodzina storczykowe (Orchidoideae), rodzina storczykowate (Orchidaceae), rząd szparagowce (Asparagales) w obrębie roślin jednoliściennych.
Wykaz gatunków
- Funkiella hyemalis (A.Rich. & Galeotti) Schltr.
- Funkiella laxispica (Catling) Salazar & Soto Arenas
- Funkiella parasitica (A.Rich. & Galeotti) Salazar & Soto Arenas
- Funkiella stolonifera (Ames & Correll) Garay
- Funkiella tenella (L.O.Williams) Szlach.
- Funkiella valerioi (Ames & C.Schweinf.) Salazar & Soto Arenas
- Funkiella versiformis Szlach.